# Treća pozicija
Treća pozicija ili treća opcija je politička ideologija, koja naglašava opoziciju komunizmu i kapitalizmu. Pristalice politike treće pozicije predstavljaju sebe kao da su "iznad leve i desne strane", dok spajaju ideje iz oba kraja političkog spektra, obično reakcionarne desničarske kulturne stavove i radikalne levičarske ekonomske stavove.
Pristalice Treće pozicije često traže savezništvo sa drugim nacionalnostima i rasama, sa ciljem postizanja mirnog etničkog i rasnog suživota. To je oblik segregacije koji naglašava samoopredeljenje i očuvanje kulturnih razlika. Oni podržavaju nacionalno-oslobodilačke pokrete u manje razvijenim zemljama, a nedavno su prihvatili i zaštitu životne sredine.
Termin Treća pozicija skovan je u Evropi, a osnovni prethodnik politike Treće Pozicije bio je nacionalboljševizam (sinteza nacionalizma i boljševičkog komunizma) i Štraserizam (radikalni, masovno-akcioni oblik nacizma baziran na radnicima, podržan od strane levičara u NSDAP, dok nije slomljen u noći dugih noževa 1934).

## Argentina
Na vrhuncu hladnog rata, bivši argentinski predsednik Huan Peron (1946-55; 1973-74) definisao je međunarodni položaj njegovog učenja (Peronizma) kao treću poziciju između kapitalizma i komunizma, stav koji je postao precedent pokreta nesvrstanih.
Dok nismo proglasili našu doktrinu, ispred nas, kapitalistički individualizam i kolektivizam komunista rastao je, senka njihovih imperijalnih krila pružala se u svakom putu poznatom čovečanstvu ... Na ovaj način, Justicijalizam je rođen, pod vrhovnom težnjom visokog ideala. Justicijalizam, stvoren od strane nas i za naše potomke, kao treća ideološka pozicija sa ciljem da nas oslobodi od kapitalizma bez mogućnosti da padnemo u ugnjetavajuće kandže kolektivizma.— Huan Domingo Peron obraćajući se Kongresu 1952.

## Francuska
Ideologija Treće pozicije dobila je podršku u Francuskoj gde je, 1985. godine, Žan-Giles Malarakis (Jean-Gilles Malliarakis) postavio političku stranku Treći Put, Troisième Voie (TV). Smatrajući svojim najvećim neprijateljem SAD, komunizam i cionizam, grupa je zastupala radikalne puteve do nacionalne revolucije. Privremeno udruženi sa GUD, TV je bila u lošim odnosima sa Nacionalnim frontom do 1991. godine, kada je Malarakis odlučio da im pristupi. Kao rezultat toga, TV se raspao, i radikalna grupa koju vodi Kristijan Baučer, Novi otpor, prihvata nacionalboljševističke, a zatim evrozijanističke stavove.

## Nemačka
Querfront ("kros-front") - predstavljala je saradnju između konzervativnih revolucionara u Nemačkoj sa krajnjom levicom tokom Vajmarske Republike 1920-ih godina. Termin se takođe koristi danas za saradnju između levičarskih i desničarskih grupa. Na levoj strani, komunistička socijalno-fašistička strategija bila je usmerena protiv socijal-demokrata, što je rezultiralo u zastojima i incidentima privremene saradnje sa pravim fašističkim i ultranacionalističkim snagama. Ernst Niekiš i drugi su pokušali da kombinuju komunističke i antikapitalističke nacionalističke snage radi svrgavanja postojećeg sistema Vajmarske Republike. On je nazvao tu integraciju nacionalboljševizam. Kancelar, general Kurt fon Šlajher, sproveo je strategiju podele levog krila nacističke partije kao način sticanja podrške za svoju vladu od strane Adolfa Hitlera. Šlajherova ideja bila je da ugrozi spajanje levičarskih nacista i profesionalnih sindikata kao način da natera Hitlera da pruži podršku njegovoj vladi, ali je njegov plan propao.

## Mađarska
Nekoliko godina posle revolucije 1989. godine privremeno se pojavila Mađarska stranka prava i života.

## Liban
Falangistov pokret u Libanu je opisan kao lokalna verzija Treće pozicije. Oni su branili "autentičnu libansku krv i tlo od jakog demografskog pomaka kroz arapsko-muslimanske imigracije". To je uključivalo ideologiju mešanih elemenata radikalne kolektivističke ekonomije sa tvrdokornim kulturnim konzervativizmom.

## Italija
U Italiji, Treću poziciju razvio je Roberto Fiore, zajedno sa Gabrijelom Adinolfijem i Pepe Dimitrijem, u tradiciji italijanskog neofašizma. Ideologiju Treće pozicije karakteriše militaristski razvoj, pozitivni pogled palingenetičkog ultranacionalizma na nacionalno-oslobodilački pokret, podrška rasnog separatizma i privrženost vojničkom načinu života.
Da bi izgradio kulturnu pozadinu za ideologiju, Fiore se ugledao na ruralizam Julius Evola i tražio je način da ga kombinuje sa željom za kulturno-duhovnom revolucijom. On je prihvatio neke pozicije savremenih ultra desničara, posebno etnopluralizam od Alena de Benoista. Fiore je bio jedan od osnivača pokreta Terza Posizione 1978. godine. Ideje Treće pozicije danas zastupa Forca Nuova, na čelu sa Fiorem i pokretom CasaPound - to je mreža društvenih centara ultra desničara.

## SAD
U SAD, PRA tvrdi da je politika Treće pozicije podržana od strane nekih belih nacionalističkih grupa, kao što su Nacionalni Savez, američki front, i WAR, kao i od strane nekih crnih nacionalističkih grupa, kao što je Islamska nacija, počev od kraja 20. veka.
U 2010. godini američka partija treće pozicije (kasnije preimenovana u američku slobodnu partiju) je osnovana, posebno usmerena na nezadovoljstvo desničarskog populizma koja je nastala zbog finansijske krize 2007-2010. i politike administracije Baraka Obame.

## Literatura
- L. Cheles, R. Ferguson, and M. Vaughan, Neo-Fascism in Europe, London: Longman, 1992
- Giorgio Cingolani, La destra in armi, Editori Riuniti, 1996 (in Italian).
- N. Copsey, Contemporary British Fascism: The British National Party and the Quest for Legitimacy, Basingstoke: Palgrave Macmillan, 2004
- Gianni Flamini, L’ombra della piramide, Teti, 1989 (in Italian).
- ITP, The Third Position Handbook, London: Third Position, 1997

- Declaration of International Third Position
- Political Research Associates. What is the Third Position?, on PublicEye.org (2000).
- Southern Poverty Law Center. Third Position On The Web in Intelligence Report, Winter 2000, Issue Number: 97.